# مادر مجرد
مادر مجرد (به انگلیسی: Bachelor Mother) فیلمی ۸۲ دقیقه‌ای به کارگردانی گارسون کنین محصول ایالات متحده آمریکا است.